# Ferrieria echinata
Ferrieria echinata là một loài nhện trong họ Anyphaenidae.
Loài này thuộc chi Ferrieria. Ferrieria echinata được miêu tả năm 1901 * bởi Albert Tullgren.